# Birgenair

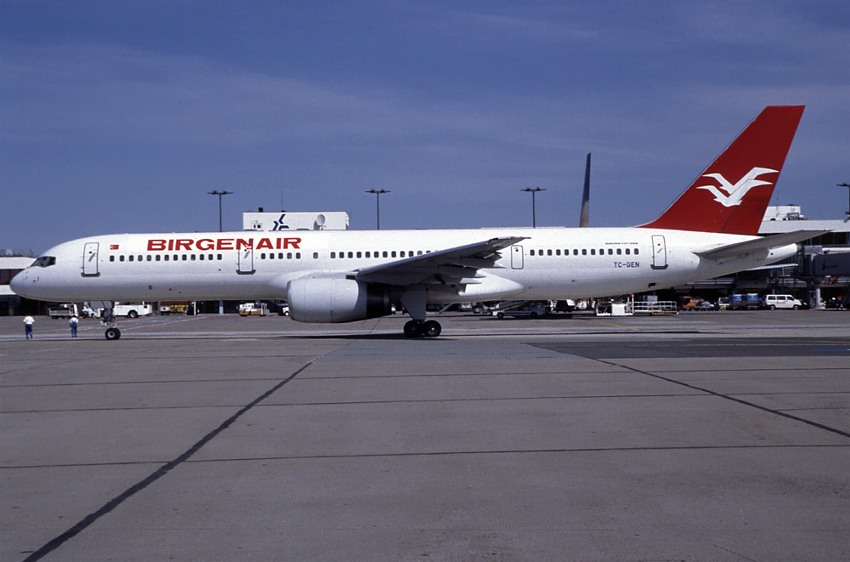
Birgenair-vlucht 301

Birgenair was een Turkse charterluchtvaartmaatschappij, met hoofdkwartier in Istanboel.

## Codes
- IATA: KT
- ICAO: BHY
- Roepletter: Birgenair

## Geschiedenis
De maatschappij werd in 1988 opgericht. Ze was in handen van de Turkse Mehmet Birgen. Er werden vluchten uitgevoerd van West-Europa naar diverse Turkse vakantiebestemmingen. Dit gebeurde oorspronkelijk met de Douglas DC-8. Later voerde de maatschappij ook vluchten uit voor het Duitse reisbureau Öger Tours. Nu kon er worden gevlogen naar Duitsland en de Caraïben, met Boeing 757 en Boeing 767 vliegtuigen,

## Ongelukken
Op 6 februari 1996 crashte Birgenair-vlucht 301. De vlucht had als bestemming Frankfurt in Duitsland, maar crashte vlak na de start in Puerto Plata Airport in de Dominicaanse Republiek. Het vloog in de Atlantische Oceaan, 26 km van de kust. Alle 176 passagiers en 13 bemanningsleden kwamen om het leven. Later bleek dat de snelheidsmeter van de 757 niet goed werkte. Dit leidde tot verwarring in de cockpit, omdat de piloten nu niet zeker wisten of het vliegtuig te snel of te langzaam vloog.
Het ongeluk leidde tot veel negatieve publiciteit. Veel Duitse reisbureaus besloten hun samenwerking met Birgenair te staken in 1996. De maatschappij ging failliet in 1996.

## Vloot
- 2 Boeing 737-300
- 3 Boeing 757-200
- 1 Boeing 767-200
- 1 McDonnell Douglas DC-10